# Szkło (osiedle)
Szkło (ukr. Шкло) – osiedle typu miejskiego na Ukrainie, w obwodzie lwowskim, rejon jaworowski, na Płaskowyżu Tarnogrodzkim, nad rzeką Szkło. 5754 mieszkańców (2024), w 2001 było ich 5286.
Znajduje tu się przystanek kolejowy Bodrist, położony na linii Zatoka–Jaworów.

## Historia
Wieś do roku 1772 w ziemi jaworowskie (województwo ruskie) w I Rzeczypospolitej, w latach 1772–1918 w powiecie jarosławskim w austriackiej prowincji Galicja. Do 17 września 1939 w powiecie jaworowskim, województwie lwowskim w II RP. W II Rzeczypospolitej miejscowość była siedzibą gminy wiejskiej Szkło.
Z końcem XVIII w. notował Ewaryst Andrzej, hr. Kuropatnicki w swym Opisaniu królestw Galicyi i Lodomeryi: Wieś papiernią i wodami mineralnemi sławna, przy których najporządniejsze w całej Galicyi są łaźnie. Szkło było znanym uzdrowiskiem już w okresie panowania króla Jana III Sobieskiego, który wraz z małżonką korzystał tu z kąpieli w źródłach siarczanych.
Pod koniec XIX grupa domów w we wsi nosiła nazwę Zazule.
W okresie walk polsko-ukraińskich w 1918 w miejscowości tej (oraz w pobliskim lesie Grabnik) Ukraińcy rozstrzelali 17 wziętych do niewoli rannych polskich żołnierzy.
W miejscowości tej w 1871 urodził się Karol Krauss – polski dowódca wojskowy, generał brygady Wojska Polskiego II RP.